# Vernonia bamendae
Vernonia bamendae là một loài thực vật có hoa thuộc họ Asteraceae.
Loài này có ở Cameroon và Nigeria.
Môi trường sống tự nhiên của chúng là đồng cỏ khô nhiệt đới hoặc cận nhiệt đới vùng đất thấp.